# Erythroxylum deciduum
Erythroxylum deciduum es una especie de planta perteneciente a la familia Erythroxylaceae. Se distribuye en Brasil. La especie contiene el alcaloide cocaína.

## Taxonomía
Erythroxylum deciduum fue descrita por el botánico francés Augustin Saint-Hilaire y la descripción publicada en Plantes Usuelles des Brasiliens t. 69, f. b. en 1828.